# مرداب‌پا
مرداب‌پاها (نام علمی: Limnoscelis) نام یک سرده از تیره مرداب‌پایان است.

## نگارخانه

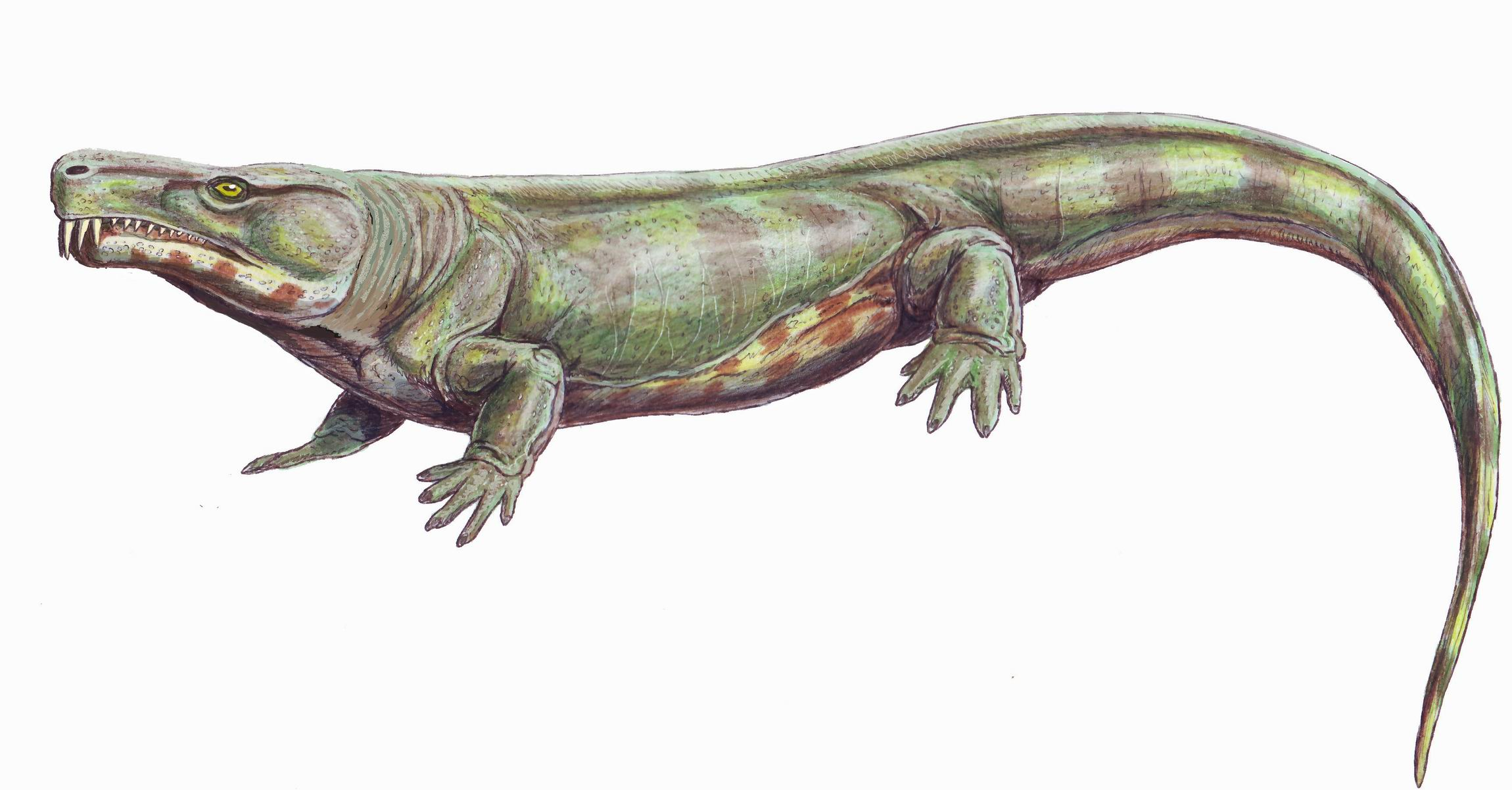
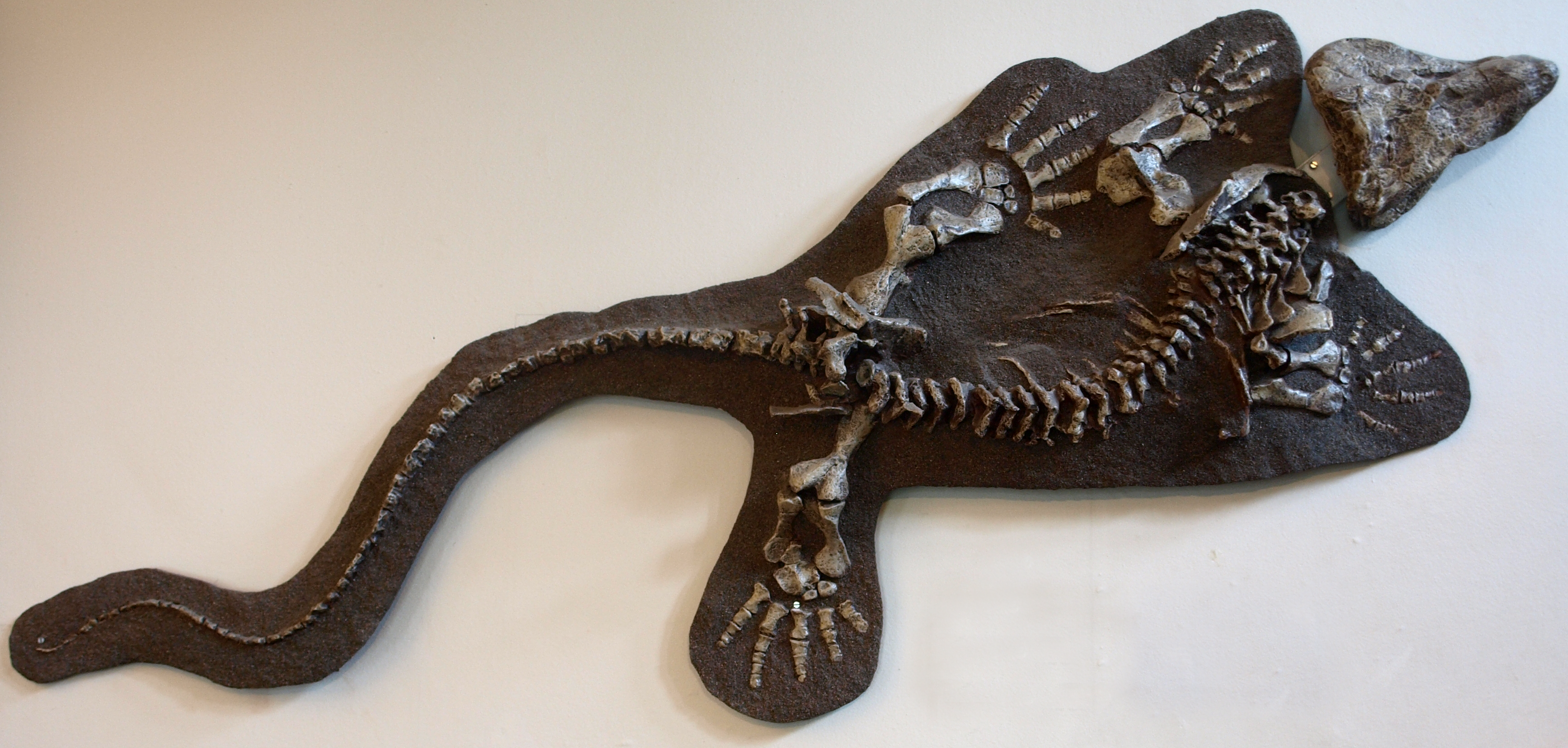
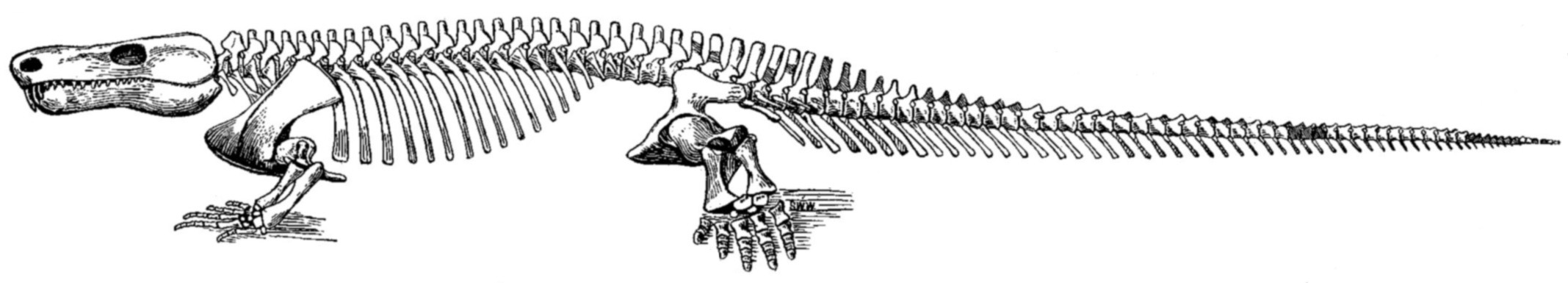